# Between Good and Evil
Between Good and Evil é uma coletânea musical lançada em 26 de maio de 1998 pela banda americana Santana.
| Críticas profissionais                                                      | Críticas profissionais |
| Avaliações da crítica                                                       | Avaliações da crítica  |
| Fonte                                                                       | Avaliação              |
| --------------------------------------------------------------------------- | ---------------------- |
| allmusic                                                                    | [ 1 ]                  |
| Esta tabela precisa de ser acompanhada por texto em prosa. Consulte o guia. |                        |

## Faixas
Todas as faixas por Carlos Santana, exceto onde anotado.
1. "Black Magic Woman/Gypsy Queen" (Peter Green) — 5:20
2. "Persuasion" (Rolie) — 2:34
3. "Samba Pa Ti" — 4:45
4. "Practice what you Preach" (Santana, Rolie) — 4:32
5. "Soul Sacrifice" — 6:27
6. "Evil Ways" (Rolie) — 3:58
7. "I'll Be Waiting" (Santana, Rolie) — 5:05
8. "Song of the Wind" — 6:06
9. "Europa (Earth's Cry Heaven's Smile)" — 5:05
10. "Jugando" — 2:12

## Músicos
- Carlos Santana — guitarra, vocais
- Gregg Rolie — órgão Hammond, Hanmmond B3, Fender Rhodes, minimoog, teclados, vocais
- Gus Rodriguez — baixo
- Rod Harper — bateria